# Dionisio Galparsoro
Dionisio Galparsoro Martinez (født 13. august 1978) er en spansk tidligere professionel cykelrytter.